# قرن 4 هـ
القرن الرابع الهجري في التقويم الإسلامي أو التقويم الهجري هو القرن الذي يطابق ما بين السنوات من 913 إلى 1010 للميلاد.

## أحداث
- تأليف كتاب الطبيخ لابن سيّار الوراق.

## مواليد
- ابن الهيثم مؤسس علم البصريات عام 354 هـ.[1]
- أبو الطيب المتنبي أحد أعظم شعراء العرب عام 303 هـ.[2]
- أبو الريحان البيروني عالم مسلم في عدة مجالات عام 362 هـ.[3]
- ابن عراق كان معلمًا للبيروني عام 349 هـ.[4]
- ابن جلجل الطبيب الأندلسي عام 332 هـ.[5]
- أبو حيان التوحيدي الأديب المسلم عام 310 هـ.[6]
- أبو العلاء المعري من أشهر الشعراء في العصر العباسي عام 363 هـ.[7]
- أبو الوفاء البوزجاني العالم في الرياضيات عام 328 هـ.[8]
- أبو نعيم الأصبهاني المؤرخ المسلم عام 336 هـ.[9]
- ابن سينا الطبيب العربي عام 370 هـ.[10]

## وفيات
- 311 هـ - أبو بكر الرازي الطبيب المسلم.[11]
- 344 هـ - أبو محمد الهمداني المؤرخ المسلم.[12]
- 365 هـ - علي بن محمد الإيادي - شاعر مغربي.